# Фланн мак Маэл Руанайд

Ирландия в середине IX — начале XI века

Фланн мак Маэл Руанайд (др.‑ирл. Flann mac Máele Ruanaid; погиб в 845) — король Миде (843—845) из рода Кланн Холмайн.

## Биография
Фланн был одним из сыновей правителя Миде Маэл Руанайда мак Доннхады, скончавшегося в 843 году.
О том, кто взошёл на королевский престол после смерти Маэл Руанайда мак Доннхады, в средневековых исторических источниках сообщаются противоречивые сведения. В списке правителей Миде, сохранившемся в «Лейнстерской книге», указано, что новым монархом стал брат Фланна Маэлсехнайлл мак Маэл Руанайд. По данным же записанного в XII веке сочинения «Пророчество Берхана», престол унаследовал Фланн. В пользу второй версии свидетельствуют и записи в некоторых из ирландских анналов. На основании этих данных современные историки делают вывод о том, что после смерти Маэл Руанайда престол Миде перешёл именно к Фланну.
Возможно, вступление Фланна мак Маэл Руанайда на престол сопровождалось междоусобием среди представителей рода Кланн Холмайн. В анналах упоминается о смерти Катала, сына верховного короля Ирландии Конхобара мак Доннхады, произошедшей вскоре после кончины Маэл Руанайда мак Доннхады. Предполагается, что этот двоюродный брат Фланна, в то время старейший член рода Кланн Холмайн, мог претендовать на королевский престол.
Также как и во время короля Маэл Руанайда мак Доннхады, в правление Фланна королевство Миде подверглось нападению викингов, возглавлявшихся Тургейсом. В начале 845 года обосновавшимся на озере Лох-Лейн норманнам удалось совершить несколько удачных набегов на северные и центральные районы Ирландии. В их ходе они вновь разграбили владения короля Коннахта Финснехты мак Томмалтайга и правителя Миде Фланна мак Маэл Руанайда. Анналы также сообщают о сожжении викингами Клонмакнойса и нескольких других монастырей. Однако затем норвежцы потерпели в битве серьёзное поражение от верховного короля Ирландии Ниалла Калле.
Вероятно, неспособность Фланна мак Маэл Руанайда оказать отпор набегам викингов привела к тому, что против короля Миде поднял мятеж его брат Маэлсехнайлл. В том же 845 году войско мятежников в сражении нанесло поражение войску Фланна и его союзника Доннхада мак Фалломайна. Фланн пал на поле боя, и это позволило Маэлсехнайллу самому овладеть властью над королевством Миде. В «Анналах Инишфаллена» также упоминается об убийстве Маэлсехнайллом своего племянника Доннхада, сына Фланна.
Фланн мак Маэл Руанайд был отцом Доннхада, погибшего в 845 году, и дедом Конхобара мак Доннхады, убитого в 864 году короля-соправителя Миде,